# Leucovis
Leucovis là một chi bướm đêm thuộc họ Noctuidae.

## Loài
- Leucovis alba Rothschild, 1897
- Leucovis lepta Fawcett, 1917